# Мутондор
Аньельдор (фр. agnel d'or — золотой агнец), мутон или мутондор (фр. mouton d'or — золотой баран) — французская золотая монета середины XIII — середины XV века. Встречаются также названия деньедор (фр. denier d'or — золотой денье), агнелет или агнелот. В Нидерландах монета называлась лам или гуден лам (нидерл. gouden lam — золотой ягненок).
Считается, что первый выпуск аньельдоров был произведён при Людовике IX (1226—1270), но первые известные экземпляры относятся ко времени правления Филиппа IV Красивого (1285—1314), а первое упоминание о монете содержится в монетном ордонансе 22 января 1310 года, где говорится: «агнец, которого мы приказываем отчеканить, как во времена святого Людовика».
На аверсе монеты изображался пасхальный агнец, несущий знамя, и легенда: AGN. DI. QVI TOLL. PECCA. MVNDI MISERE. NOB. (Agnus Dei qui tollis peccata mundi, miserere nobis — «Агнец Божий, который принял грехи мира, сжалься над нами»). На реверсе большой украшенный цветами крест и легенда: XPC. VINCIT. XPC. REGNAT XPC. IMPERAT. (Christus vincit, Christus regnat, Christus imperat — «Христос побеждает, Христос царствует, Христос повелевает»). Имя короля помещалось внизу, под изображением агнца.
В XIV веке монета стала называться мутондором («золотым бараном»).
Вес аньельдора варьировался в правление разных королей. По словам Франсуа Ле Блана, автора Исторического трактата о монетах Франции, во времена святого Людовика монета чеканилась из чистого золота, «весила 3 денье и 5 полновесных гранов» (4,10 грамма) и «стоила 10 парижских су, или 12 турских су и 6 денье». В дальнейшем вес снижался, доходя до 2,5 грамма.
К концу Столетней войны выпуск неполновесных и обесценившихся мутондоров был прекращен Карлом VII.